# Boca de San Antonio
Boca de San Antonio är en ort i Mexiko.   Den ligger i kommunen Jonuta och delstaten Tabasco, i den sydöstra delen av landet, 800 km öster om huvudstaden Mexico City. Boca de San Antonio ligger 4 meter över havet och antalet invånare är 308.
Terrängen runt Boca de San Antonio är mycket platt. Runt Boca de San Antonio är det ganska glesbefolkat, med 26 invånare per kvadratkilometer. Närmaste större samhälle är La Guayaba, 19,9 km öster om Boca de San Antonio. Omgivningarna runt Boca de San Antonio är en mosaik av jordbruksmark och naturlig växtlighet.